# Красноспинный чёрный кассик
Красноспинный чёрный кассик (лат. Cacicus haemorrhous) — вид птиц рода чёрные кассики семейства трупиаловых. Встречаются в Аргентине, а также от Бразилии до Колумбии. Выделяют 3 подвида.

## Классификация
В 1760 году французский зоолог Матюрен Жак Бриссон включил описание красноспинного чёрного кассика в свою «Ornithologie» на основе экземпляра, собранного в Кайенне во Французской Гвиане. Он использовал французское название Le cassique rouge и латинское название Cassicus ruber. Хотя Бриссон придумал латинские имена, они не соответствуют биномиальной системе и не признаны Международной комиссией по зоологической номенклатуре. Когда в 1766 году шведский натуралист Карл Линней включил описание 240 видов, описанных Бриссном в 12 издание Systema Naturae. Одним из них был красноспинный чёрный кассик. Линней включил краткое описание, придумал биномиальное название Oriolus haemorrhous и процитировал работу Бриссона. Видовое название haemorrhous сочетает в себе древнегреческие слова haima — «кровь» и orrhos — «гузка».
Выделяют 3 подвида:
- C. h. haemorrhous (Linnaeus, 1766)
- C. h. pachyrhynchus Berlepsch, 1889
- C. h. affinis Swainson, 1834

## Описание
Клюв тонкий, цвета слоновой кости. Надхвостье красного цвета; кроме этой части тела представители данного вида полностью чёрного цвета.